# Mazda CX-30
De Mazda CX-30 is een automodel van Mazda. Deze crossover werd voorgesteld op de Autosalon van Genève en vult de plek tussen de CX-3 en CX-5 op. De crossover toont vele gelijkenissen met de nieuwe Mazda3 op het gebied van techniek en design. Dit model is op basis van de KODO-design filosofie ontwikkeld. Op basis van de CX-30 is later een elektrische variant uitgebracht, de Mazda MX-30.

## Interieur en exterieur
Het interieur beschikt over een 8,8-inch infotainmentsysteem en er is keuze uit 2 kleuren: Dark brown en Dark blue. Voor het exterieur is er de keuze uit negen kleuren waaronder de bekende Soul Red Crystal en nieuwe Polymetal Gray.

## Motoren
In de nieuwe Mazda CX-30 wordt naast een diesel- en benzinemotor ook geleverd met de Skyactiv-X benzinemotor. De huidige benzinemotoren (Skyactiv-G) en de nieuwe Skyactiv-X motor beschikken standaard over het M Hybrid-systeem. Dit systeem slaat de opgewekte capaciteit die tijdens het afremmen vrijkomt op in een lithium-ion batterij. Hierdoor blijven alle elektronische systemen werken in de auto, en is er geen extra belasting voor de motor. Dit maakt de auto zuiniger en zorgt ook voor prestatiebehoud.
Concept-modellen:
Furai
Huidige modellen in Nederland:
2 ·
3 ·
6 ·
CX-3 ·
CX-30 ·
MX-30 ·
CX-5 ·
MX-5 ·
Huidige modellen internationaal:
BT-50 ·
Carol ·
CX-4 ·
CX-9 ·
E-Series ·
Scrum ·
Spiano ·
Titan ·
1960-1969
1000/1300 ·
1500 ·
B-Series ·
Carol ·
Cosmo ·
E360 ·
E-Series ·
R130 ·
R360
1970-1979
323 ·
626 ·
929 ·
Roadpacer ·
RX-2 ·
RX-3 ·
RX-4 ·
RX-5 ·
RX-7
1980-1989
121 ·
MPV ·
MX-6 ·
1990-1999
AZ-Offroad ·
AZ-Wagon ·
Demio ·
Laputa ·
MX-3 ·
Navajo ·
Premacy ·
Xedos 6 ·
Xedos 9
2000-2009
5 ·
Biante ·
CX-7 ·
RX-8 ·
Spiano ·
Tribute ·
Verisa ·